# Баш, Рафаэль
Рафаэль Баш (ивр. רפאל בש‎; 8 января 1913, Латвия — 10 марта 2000, Израиль) — израильский общественный и политический деятель, депутат кнессета 1-го созыва от партии МАПАЙ.

## Биография
Родился 8 января 1913 года в Режице, Витебская губерния (ныне Резекне, Латвия). В 1938 году репатриировался в Подмандатную Палестину, в 1938—1956 годах был членом кибуца Кфар-Блюм. В 1951 году стал депутатом кнессета от партии МАПАЙ, после того как депутат Йосеф-Михаэль Ламм подал в отставку в связи с назначением на судейскую должность.
В 1950—1953 годах являлся директором молодёжного отделения партии МАПАЙ, а в 1954—1956 годах занимал пост генерального секретаря партии. Был членом секретариата рабочего совета Тель-Авива-Яффо, был членом центральной комиссии Гистадрута и председателем Центра культуры и образования Гистадрута (с 1966 года).
Умер 10 марта 2000 года.